# Nature morte à la guitare
Nature morte à la guitare est une peinture cubiste réalisée en 1913 par le peintre espagnol Juan Gris. Réalisée à l'huile sur toile, l'œuvre fait partie de la collection du Metropolitan Museum of Art de New York.
La nature morte a été créée en 1913 lorsque Gris séjournait dans la petite ville française de Céret dans les Pyrénées. Céret était prisée des artistes, dont Picasso, qui s'y rendit la même année.